# قرمزی‌باغ
قرمزی‌باغ یکی از روستاهای استان آذربایجان شرقی است که در دهستان چاراویماق جنوب شرقی بخش شادیان شهرستان چاراویماق واقع شده‌است.این روستا ۲۰۹ نفر جمعیت دارد.